# Komsomol'sk-na-Ustjurtu
Komsomol'sk-na-Ustjurtu, naselje u Karakalpakstanu u pustinjskom području platoa Ustjurt, blizu zapadne obale Aralskog jezera, Uzbekistan. Položaj mu je na 44° 10’ 00’’ sjeverne širine i 58° 15’ 00’’ istočne zemljopisne dužine, na nadmorskoj visini od 187 metara (616 stopa). Populacija: oko 60 stanovnika.